# Перовский, Борис Алексеевич
Граф (с 1856) Бори́с Алексе́евич Перо́вский (10 (22) января 1815, с. Погорельцы, Черниговская губерния — 25 ноября (7 декабря) 1881, Канны) — российский военный и государственный деятель; генерал-адъютант (1862), член Государственного Совета (1874—1881). Один из создателей Российского исторического общества.

## Биография
Младший из пяти внебрачных сыновей графа Алексея Кирилловича Разумовского от связи его с Марией Михайловной Соболевской.
Получил домашнее воспитание. С 9 июня 1831 года — унтер-офицер в лейб-гвардии Кавалергардского Её Величества полка. В 19 лет, 1 июня 1833 г., был произведён в корнеты. В 1839 г. в составе полка командирован на Кавказ, где участвовал в экспедиции генерала Граббе против чеченцев: участвовал в сражениях при урочище Ахмет-Тала, при замке Саясан и при ауле Буртунае, а также при взятии укрепления Ташев-Хаджи. При дальнейшем движении отряда в глубь Дагестана находился в действиях во время переправы через реку Койсу, а затем — во время осады замка Ахульго, в котором заперся Шамиль со своими мюридами. Участвовал в штурме Ахульго, за что был награждён золотым палашом с надписью «за храбрость» (18 февраля 1840) и орденом св. Анны 3-й степени с бантом (6 ноября 1840), а также серебряной медалью.
По возвращении с Кавказа в чине поручика в 1840 году назначен адъютантом к начальнику гвардейской кирасирской дивизии генерал-адъютанту графу Апраксину. В январе 1843 года уволен от военной службы по домашним обстоятельствам, переименован в коллежские асессоры, с марта 1843 года служил в Почтовом департаменте. Произведён в надворные советники; в феврале 1847 года вышел в отставку с чином коллежского советника.
В мае 1849 года вновь вступил на службу в лейб-гвардии Кавалергардский Её Величества полк ротмистром, адъютантом к генерал-фельдцейхмейстеру великому князю Михаилу Павловичу, с сентября 1849 года — флигель-адъютант Его Величества (до 1854 года продолжал состоять в строю Кавалергардского полка «для узнания фронтовой службы»).
В ноябре 1854 года произведён в полковники. Исполнял должность начальника штаба войск, расположенных в Эстляндии, затем командирован в Кронштадт для исполнения той же должности при командующем войсками. Во внимание к заслугам его брата, министра уделов, генерал-адъютанта Льва Алексеевича Перовского, возведённого в графское достоинство в 1849 году, было Всемилостивейше повелено особым указом Сенату от 20 ноября 1856 года и согласно желанию умершего бездетным графа Перовского передать Борису Алексеевичу графское достоинство с нисходящим от него потомством. В 1858 году произведён в генерал-майоры с зачислением по армейской кавалерии и с назначением в свиту Его Величества; одновременно назначен начальником Штаба Корпуса путей сообщения.
С 6 декабря 1860 по апрель 1862 года состоял при Их Императорских Высочествах великих князьях Александре Александровиче и Владимире Александровиче. 17 апреля 1862 года назначен генерал-адъютантом к Его Императорскому Величеству, в 1865 году произведён в генерал-лейтенанты. 16 августа 1874 года назначен членом Государственного Совета, 16 апреля 1878 года произведён в генералы от кавалерии.
Умер от хронического воспаления почек в Каннах (Франция), где находился для лечения болезни.
Б. А. Перовский собрал богатую коллекцию автографов, поступивших по его кончине в Чертковскую библиотеку в Москве.

## Семья

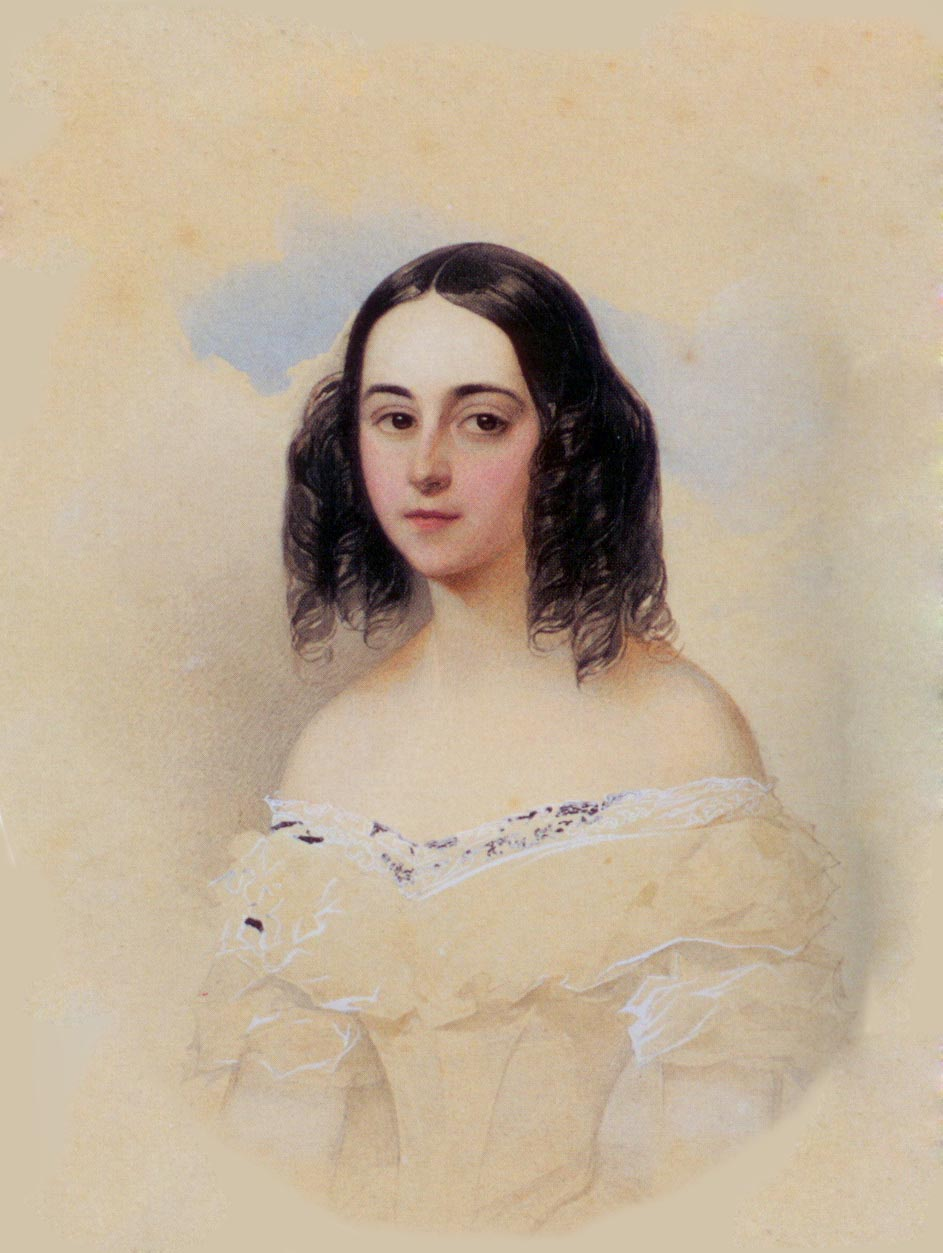
Софья Константиновна

Жена (с 30 апреля 1841 года) — Софья Константиновна Булгакова (04.05.1818—25.01.1902), фрейлина двора, дочь К. Я. Булгакова, Петербургского почт-директора, от брака с М. К. Варлам. Скончалась от рака груди в Петербурге, была похоронена в Царском Селе на Казанском кладбище. В браке имели сына и трёх дочерей, которые, по словам графа С. Шереметева, были «слишком хороши и слишком высоко стояли над нравственным уровнем светской молодежи, ищущей блеска и богатства, которой не нужен „сокровенный сердца человек“. Это были вполне русские девушки, образованные, простые, с булгаковским складом ума».
- Мария Борисовна (1845—25.09.1890), фрейлина, ей П. А. Вяземский посвятил стихотворение «Зимняя прогулка»; была замужем за шталмейстером Михаилом Григорьевичем Петрово-Соловово (1840—1905), сыном Г. Ф. Петрово-Соловово. Их старший сын и его потомство, в связи с тем, что в 1887 году род Перовских пресекся по мужской линии, получили в 1907 году графское достоинство и стали именоваться графами Перовскими-Петрово-Солово. Умерла от чахотки в Веве[5].
  - Граф Михаил Михайлович (11.05.1870[6]—1954), крещен 3 июня 1870 года при восприемстве деда и бабушки Перовских, камергер Высочайшего двора, умер в эмиграции в Лондоне, первый и последний граф Перовский-Петрово-Соловово, его единственный сын граф Николай покончил жизнь самоубийством в 1929 году (на нем род графов Перовских-Петрово-Соловово пресекся).
  - Софья Михайловна (1872—1961), фрейлина, жила в эмиграции в Париже, умерла в Канаде.
  - Александра Михайловна (1875—1918), фрейлина, замужем за князем Николаем Борисовичем Щербатовым. В браке имели трёх детей. Умерла в Кисловодске.
  - Григорий Михайлович (25.04.1884[7]—1911), умер после несчастного случая в Богоявленске.
- Алексей Борисович (1842—1887)
- Ольга Борисовна (03.07.1853[8]—?), крещена 29 июля 1853 года в Пантелеимоновской церкви при восприемстве при восприемстве Л. А. Перовского и бабушки М. К. Булгаковой; фрейлина.
- Вера Борисовна (10.03.1856[9]—16.03.1931), крещена 1 апреля 1856 года в Пантелеимоновской церкви при восприемстве Л. А. Перовского и бабушки М. К. Булгаковой; фрейлина. Основала в Лесном «Ольгин приют» (по имени своей покойной сестры), где бесплатно лечили детей и женщин. Похоронена на семейной площадке Казанского кладбища Царского Села.

## Военные чины
- Полковник (07.11.1854)[10]
- Генерал-майор (17.04.1860)[11]
- Генерал-адъютант (1862)
- Генерал-лейтенант (20.07.1865)
- Генерал от кавалерии (16.04.1878)

## Награды
- Золотой палаш «За храбрость» (18 февраля 1840)[11]
- Орден св. Анны 3-й степени с бантом (6 ноября 1840)
- Орден св. Анны 2-й степени (1851)
- Знак отличия за XV лет беспорочной службы (1855)
- Орден Святого Владимира 3-й степени (1856)
- Орден Святого Станислава 1-й степени (1860)
- Орден св. Анны 1-й степени (1864)
- Табакерка с двойным портретом Цесаревича и его супруги, бриллиантами украшенная (1866)
- Табакерка с портретом Его Величества, бриллиантами украшенная (1867)
- Орден Святого Владимира 2-й степени (1867)
- Орден Белого Орла (1869)
- Орден Святого Александра Невского (1872)

Иностранные:
- Гессен-Дармштадтский Орден Филиппа Великодушного 1 ст. (1864)
- Вюртембергский Орден Фридриха большой крест (1864)
- Датский Орден Данеброга 1 ст. (1866)
- Французский Орден Почетного Легиона большой офицерский крест (1867)
- Табакерка с портретом Короля Прусского, (1868)
- Черногорский Орден Данило I 1 ст. (1869)
- Шведский Орден Меча 1 ст. (1869)
- Итальянский Орден Короны Италии 1 ст. (1869)
- Прусский Орден Короны 1 ст. (1870)
- Саксен-Веймарский Орден Белого сокола 1 ст. (1870)
- Вюртембергский Орден Вюртембергской короны 1 ст. (1871)
- Прусский Орден Красного Орла 1 ст. (1872)
- Нидерландский Орден Золотого льва Нассау 1 ст. (1879)
- Нидерландский Орден Нидерландского льва 1 ст. (1879)